# Pas folles, les mignonnes
Pour plus de détails, voir Fiche technique et Distribution.
Pas folles, les mignonnes (Le dolci signore) est un film franco-italien réalisé par Luigi Zampa, sorti en 1968.

## Synopsis
De jeunes femmes essaient de gérer leur frustration sexuelles dans la ville de Rome... 

## Fiche technique
- Titre original : Le dolci signore
- Titre français : Pas folles, les mignonnes
- Réalisation : Luigi Zampa
- Scénario : Ettore Scola, Ruggero Maccari et Stefano Strucchi
- Photographie : Ennio Guarnieri
- Montage : Nino Baragli
- Musique : Armando Trovajoli
- Pays d'origine : Italie - France
- Format : Couleurs - 1,66:1 - Mono
- Genre : comédie
- Date de sortie : 1968

## Distribution
- Ursula Andress : Norma
- Virna Lisi : Luisa
- Claudine Auger : Esmerelda
- Marisa Mell : Paola
- Brett Halsey : Carlo
- Jean-Pierre Cassel : Aldo
- Frank Wolff : Cesare
- Marco Guglielmi : Berto
- Mario Adorf : Flic
- Lia Zoppelli : la mère de Luisa
- Margherita Guzzinati : Contessa
- Luciano Salce : Psychiatre, Dr Stelluti
- Lando Buzzanca : Maître-chanteur
- Vittorio Caprioli : Voleur
- Fred Williams : l'amoureux d'Esmerelda
- Franco Fabrizi : l'amoureux de Luisa
- Nicoletta Machiavelli
- Nello Pazzafini